# 1592.
◄ | 15. stoljeće | 16. stoljeće | 17. stoljeće | ►
◄ | 1560-ih | 1570-ih | 1580-ih | 1590-ih | 1600-ih | 1610-ih | 1620-ih | ►
◄◄ | ◄ | 1589. | 1590. | 1591. | 1592. | 1593. | 1594. | 1595. | ► | ►►
Arhitektura • Astronomija • Glazba • Kazalište • Kiparstvo • Knjige • Književnost • Kršćanstvo • Medicina • Politika • Pravo • Promet • Slikarstvo • Znanost

## Događaji
- Bosanski paša Hasan Predojević zaposijeda desnu obalu Kupe, nakon čega gradi novu utvrdu Yeni Hissar (jezgru današnje Petrinje nedaleko Siska.
- Hrvatska vojska mora napustiti kraljevski grad Bihać, zvan "ključ Hrvatske", nakon što su ga opkolili i osvojili Turci

## Rođenja
- 22. travnja – Wilhelm Schickard, njemački matematičar i konstruktor prvoga mehaničkog kalkulatora († 1635.)

## Smrti
- 13. rujna – Michel de Montaigne, francuski pisac

## Vanjske poveznice
|  | Zajednički poslužitelj ima još gradiva o temi 1592. |